# Antioxidant 301
Antioxidant 301 o ascorbat de sodi (sal sòdica de l'àcid ascòrbic). És un antioxidant sintètic que s'obté de l'àcid ascòrbic (E-300). S'usa en productes carnis per a evitar la formació de nitrosamines. També és usat en pastisseria, brioixeria, pa torrat envasat, massa per a pizza, cereals envasats, pastes, begudes, refrescs, sucs, salses, adobats, conservers enllaunades i embotits. Té un nivell de toxicitat baix, gairebé innocu, i és recomanable no consumir-ne més de 500 mg diaris (persones adultes).